# Kriesch Laura
Nagy Sándorné Kriesch Laura, született: Kriesch Laura Erzsébet (Budapest, 1879. július 29. – Gödöllő, 1966. február 24.) festő és iparművész, Nagy Sándor festő felesége. 

## Életútja
Szülei Kriesch János biológus és Abt Laura. Első neveltetését apjától kapta, a művészetre testvérbátyja, Körösfői-Kriesch Aladár vezette. Azután férjétől Veszprémben és Gödöllőn tanult, végül vele közösen nagyszámú, gazdag díszű és eredeti zamatú rajzot, akvarellt készített, nagyobbára a gyermek- és ifjúsági irodalom számára, Endrődi Sándor költő Játszi órák c. kötetét is ő illusztrálta. 1902. július 5-én Budapesten kötött házasságot Nagy Sándor festőművésszel. 1909-ben gyűjteményes kiállítása volt Budapesten, Gyermekmosoly c. képe a székesfőváros tulajdona. Iparművészettel is foglalkozott, Milánóban aranyérmet, San Franciscóban ezüstérmet nyert. A gödöllői művésztelep egyik alapítója. A gödöllői temetőben nyugszik.